# Рудник Вайнівесі
Рудник Вайнівесі (Wainivesi) – колишній гірничодобувний майданчики у Меланезії, в державі Фіджі.
Є відомості, що перші роботи на родовища Вайнівесі організувала в 1930-х роках компанія Emperor Gold Mine (передусім відома завдяки започаткованому в тому ж десятилітті руднику Ватукоула), проте перервала їх за два роки. У 1950-х Вайнівесі кілька років займалась інша компанія, після якої тут навіть залишились штольні. Нарешті, в 2001-му почалась третя спроба залучити до розробки родовище, що тепер належало Asia Pacific Resources. 
Після кількарічної розвідувальної кампанії та підготовчих робіт в другій половині 2009-го стартувала розробка, що одразу стрілась з технічними проблемами. Крім того, первісний план продавати концентрат з високим вмістом золота та срібла швидко визнали неоптимальним, оскільки це давало виручку до трьох разів менше в порівнянні з варіантом вилучення зазначених цільових компонентів на місці. Нарешті, особливістю родовища Вайнівесі є те, що окрім дорогоцінних металів руда містить значну концентрацію міді (а також цинку та свинцю), що створювало ускладнення при вилученні дорогоцінних металів. Як наслідок, в 2010-му прийняли рішення провести переобладнання копальні з метою виробнцитва золота та срібла на місці, а також організації опереднього вилучення міді з її наступною монетизацією. В 2012-му повідомляли, що перша черга нової фабрики вже проходить випробовування.
Робота рудника не вирізнялась стабільністю, так, в 2015-му представник Директорату мінеральних ресурсів Фіджі назвав Вайнівесі серед родовищ, розробка яких не ведеться. А в 2024-му представник Asia Pacific Resources повідомив, що всі легкодоступні запаси руди відпрацьовані і компанія розробляє технологію переробки іншого типу руди, яка б дозволила відділяти золото та срібло та продавати їх окремо від інших компонентів.